# 阿尔多雷
阿尔多雷（義大利語：Ardore），是意大利雷焦卡拉布里亚省的一个市镇。总面积32平方公里，人口4843人，人口密度151.3人/平方公里（2009年）。ISTAT代码为080005。